# Mauricio Casierra
Mauricio Casierra (Tumaco, Nariño, Colombia; 8 de diciembre de 1985) es un futbolista colombiano. Juega de lateral izquierdo.

## Trayectoria

### Once Caldas
Se formó en las divisiones inferiores del Once Caldas de Manizales y debutó a los 17 años en el año 2002. Fue campeón de la Primera A colombiana en el Torneo Apertura 2003 y la Copa Libertadores 2004 con el club manizaleño.

### Estudiantes de la Plata
En el año 2006 fue prestado al Estudiantes de La Plata, en Argentina salió campeón en el Torneo Apertura 2006. 

### Once Caldas
Luego regresó al Once Caldas a mediados del año 2007.

### Millonarios FC
A mediados de 2009 el jugador, de discreto paso por Millonarios, deja el club para regresar al Once Caldas. No obstante, regresó a prácticas con el club bogotano el 22 de julio.

### Belgrano
Un año más tarde, llega al fútbol argentino para jugar con el Belgrano de Córdoba, que logró el ascenso en la serie de promoción superando a River Plate. Una vez finalizó su contrato con el club cordobés Casierra sale del club.

### Once Caldas
Posteriormente, regresa a Colombia para jugar con el Once Caldas.

### Sarmiento de Junín
A partir del 2014 limita en el club argentino Sarmiento de Junín. El 1 de noviembre de 2014 le daría la victoria su equipo por la mínima frente al Patronato por la Primera B Nacional.
En noviembre de 2015 no lo tienen más en cuenta y deja el club.

### San Martín
A partir del 2016 jugará en San Martín de San Juan, actualmente en la Primera División del Fútbol Argentino. Su primer gol lo marcaría el 2 de octubre en la derrota 3 a 2 frente a CA Banfield.

### Deportivo Pasto
El 14 de enero de 2018 se confirma su regreso al FPC siendo contratado por el Deportivo Pasto de la Categoría Primera A.

## Selección Colombia
Con la Selección Colombia ha sido internacional en el Sudamericano Sub-20 de 2005 disputado en Colombia, siendo campeón y una de las figuras del torneo. Luego en el año 2006 hizo su debut en la selección de mayores en juegos amistosos internacionales bajo la dirección técnica de Reinaldo Rueda.

### Participaciones en Copas del Mundo
| Mundial                     | Sede         | Resultado        | Partidos | Goles |
| --------------------------- | ------------ | ---------------- | -------- | ----- |
| Copa Mundial Sub-20 de 2005 | Países Bajos | Octavos de final | 4        | 0     |

## Clubes
| Club                | País                | Año                 | Partidos | Goles |
| ------------------- | ------------------- | ------------------- | -------- | ----- |
| Once Caldas         | Colombia            | 2002 - 2006         | 122      | 3     |
| Estudiantes         | Argentina           | 2006 - 2007         | 22       | 0     |
| Once Caldas         | Colombia            | 2007 - 2008         | 29       | 1     |
| Millonarios         | Colombia            | 2008 - 2010         | 57       | 3     |
| Belgrano            | Argentina           | 2010 - 2011         | 17       | 1     |
| Once Caldas         | Colombia            | 2011 - 2013         | 105      | 1     |
| Deportivo Cali      | Colombia            | 2014                | 18       | 0     |
| Sarmiento de Junín  | Argentina           | 2014 - 2015         | 44       | 1     |
| San Martín          | Argentina           | 2016 - 2017         | 52       | 1     |
| Deportivo Pasto     | Colombia            | 2018                | 24       | 0     |
| Deportivo Pereira   | Colombia            | 2019 - 2020         | 62       | 0     |
| Total en su carrera | Total en su carrera | Total en su carrera | 552      | 11    |

## Estadísticas
| Club                      | Div.             | Temporada        | Liga  | Liga  | Copa Nacional | Copa Nacional | Torneos Internacionales | Torneos Internacionales | Total | Total |
| Club                      | Div.             | Temporada        | Part. | Goles | Part.         | Goles         | Part.                   | Goles                   | Part. | Goles |
| ------------------------- | ---------------- | ---------------- | ----- | ----- | ------------- | ------------- | ----------------------- | ----------------------- | ----- | ----- |
| Once Caldas · Colombia    | 1.ª              | 2002             | 11    | 0     | —             | —             | 0                       | 0                       | 11    | 0     |
| Once Caldas · Colombia    | 1.ª              | 2003             | 25    | 0     | —             | —             | —                       | —                       | 25    | 0     |
| Once Caldas · Colombia    | 1.ª              | 2004             | 38    | 0     | —             | —             | 4                       | 0                       | 42    | 0     |
| Once Caldas · Colombia    | 1.ª              | 2005             | 21    | 2     | —             | —             | 4                       | 0                       | 25    | 2     |
| Once Caldas · Colombia    | 1.ª              | 2006-l           | 19    | 1     | —             | —             | —                       | —                       | 19    | 1     |
| Once Caldas · Colombia    | 1.ª              | 2007-ll          | 23    | 1     | —             | —             | —                       | —                       | 23    | 1     |
| Once Caldas · Colombia    | 1.ª              | 2008-l           | 6     | 0     | 4             | 0             | —                       | —                       | 10    | 0     |
| Once Caldas · Colombia    | Total            | Total            | 236   | 5     | 10            | 0             | 10                      | 0                       | 256   | 5     |
| Millonarios · Colombia    | 1.ª              | 2009             | 15    | 2     | 0             | 0             | -                       | -                       | 15    | 2     |
| Millonarios · Colombia    | 1.ª              | 2010             | 18    | 1     | 0             | 0             | -                       | -                       | 18    | 1     |
| Millonarios · Colombia    | Total            | Total            | 33    | 3     | 0             | 0             | 0                       | 0                       | 33    | 3     |
| Belgrano Argentina        | 2.ª              | 2010             | 17    | 1     | 0             | 0             | -                       | -                       | 17    | 1     |
| Belgrano Argentina        | Total            | Total            | 17    | 1     | 0             | 0             | 0                       | 0                       | 17    | 1     |
| Once Caldas · Colombia    | 1.ª              | 2011             | 23    | 0     | 0             | 0             | -                       | -                       | 23    | 0     |
| Once Caldas · Colombia    | 1.ª              | 2012             | 28    | 1     | 6             | 0             | 2                       | 0                       | 36    | 1     |
| Once Caldas · Colombia    | 1.ª              | 2013             | 42    | 0     | 4             | 0             | -                       | -                       | 46    | 0     |
| Once Caldas · Colombia    | Total            | Total            | 93    | 1     | 10            | 0             | 2                       | 0                       | 105   | 1     |
| Deportivo Cali · Colombia | 1.ª              | 2014             | 9     | 0     | 5             | 0             | 4                       | 0                       | 18    | 0     |
| Deportivo Cali · Colombia | Total            | Total            | 9     | 0     | 5             | 0             | 4                       | 0                       | 18    | 0     |
| Total en carrera          | Total en carrera | Total en carrera | 236   | 5     | 10            | 0             | 10                      | 0                       | 256   | 5     |

## Palmarés

### Campeonatos nacionales
| Título                        | Equipo            | País      | Año    |
| ----------------------------- | ----------------- | --------- | ------ |
| Primera A                     | Once Caldas       | Colombia  | I-2003 |
| Primera División de Argentina | Estudiantes       | Argentina | A-2006 |
| Superliga de Colombia         | Deportivo Cali    | Colombia  | 2014   |
| Primera B                     | Deportivo Pereira | Colombia  | 2019   |

### Copas internacionales
| Título                         | Equipo                    | País     | Año  |
| ------------------------------ | ------------------------- | -------- | ---- |
| Copa Libertadores              | Once Caldas               | Colombia | 2004 |
| Campeonato Sudamericano Sub-20 | Selección Colombia Sub-20 | Colombia | 2005 |

## Dato curioso
Casierra ha utilizado el dorsal #28 en todos los equipos en los que ha jugado profesionalmente haciendo según él un homenaje a sus 27 hermanos.
Su padre está inscrito ante la registraduría de Colombia con tres apellidos por lo que a sus 28 hijos (contando a Mauricio) poseen apellidos distintos.